# Julia Eva Cogollo Cabarcas
Julia Eva Cogollo Cabarcas (Turbaco, Colombia, siglo XX), es una psicóloga social comunitaria colombiana, activista líder afro de la Ruta Cimarrona del Caribe que formó parte del Comité de Seguimiento y Monitoreo de la Comisión de la Verdad.

## Biografía
Nació en Turbaco en Colombia. Se formó en psicología social, especializándose en protección integral a personas defensoras de derechos humanos.
Fue una de tantas víctimas del conflicto armado interno de Colombia, y decidió acompañar desde el año 2000 a otras víctimas de violencia sexual, trabajando por la paz y la defensa de los derechos de las víctimas.  Entre los años 2019 y 2022, ya como responsable  se centró en la búsqueda de documentación e investigación de casos de violencias sexuales y violencia sociopolítica. En septiembre de 2023, la Jurisdicción Especial para la Paz (JEP) abrió el macroproceso 11 dando inicio a la reparación de las víctimas.

Es una reconocida activista lideresa afro de la Ruta Cimarrona del Caribe, ocupándose de su coordinación desde 2015. Durante más de tres años formó parte del Comité de Seguimiento y Monitoreo (CSM) de la Comisión de la Verdad (CEV), en la que coordinó las actividades de diálogo social, realizando un gran despliegue por toda la región.  Fue delegada del Proceso de Comunidades Negras en el proceso de La Sentencia T-025.
Si bien el gobierno colombiano aprobó la ley de Igualdad de Genero en 2008 y la Consejería Presidencial para la Equidad de la Mujer en 2017 en la práctica no está resultando efectiva por varias razones como falta de voluntad política, falta de estrategias y objetivos claros. Es por ello que las mujeres de victimas de violencia sexual se tienen que enfrentar a problemas de toda índole y a una total falta de garantía.
Durante su trayectoria laboral ha trabajado para diversas organizaciones, entre las que destacan el Movimiento por la Paz (MPDL);   la Liga de Mujeres Desplazadas; el Observatorio de Género, Democracia y Derechos Humanos; el Comité Andino de Servicios;  la Red de Salud para mujeres de Latinoamérica y el Caribe, el Convenio Proceso de Comunidades Negras; Fondo Mundial Para la Naturaleza; Corporación Autónoma del Valle del Cauca CVC.
Trabajó en el departamento de Psicología Social de la Universidad Nacional Abierta y a Distancia, UNAD. Asimismo, trabajó en la Universidad Pablo de Olavide de Sevilla. Trabaja como responsable de Derechos Humanos y de Género en Colombia en la ONG española Movimiento por la Paz (MPDL).
Ha impartido conferencias, además de publicar artículos  y colaboraciones en libros   como Democracia y derechos humanos o el informe final de la Comisión de la Verdad titulado: Hay futuro, si hay verdad.